# Ministre du Développement rural et communautaire (Irlande)
Le Ministre du Développement rural et communautaire (anglais : Minister for Rural and Community Development ou irlandais : An tAire Forbartha Tuaithe agus Pobail) est le ministre responsable du département du Développement rural et communautaire au sein du gouvernement de l'Irlande.
L'actuel ministre est Dara Calleary depuis le 23 janvier 2025.

## Liste des ministres
| Ministre du Développement rural et communautaire (depuis 2017) |                   |                 |                 |       |             |
| No.                                                            | Nom               | Mandat          | Mandat          | Parti | Parti       |
| 1.                                                             | Michael Ring      | 14 juin 2017    | 27 juin 2020    |       | Fine Gael   |
| 2.                                                             | Heather Humphreys | 27 juin 2020    | 23 janvier 2025 |       | Fine Gael   |
| 3.                                                             | Dara Calleary     | 23 janvier 2025 | en cours        |       | Fianna Fáil |